# Natalya Mamatova
Natalya Mamatova (kyrillisch Наталья Маматова; * 20. September 1985 in Taschkent) ist eine usbekische Taekwondoin, die im Schwergewicht startet.
Mamatova bestritt ihre ersten internationalen Titelkämpfe bei der Weltmeisterschaft 2011 in Gyeongju, wo sie in der Klasse bis 67 Kilogramm gegen Sarah Stevenson frühzeitig ausschied. Beim asiatischen Olympiaqualifikationsturnier 2011 in Bangkok gewann sie in der Klasse über 67 Kilogramm den entscheidenden Kampf um den dritten Platz gegen Sorn Davin und sicherte sich die Teilnahme an den Olympischen Spielen 2012 in London. Dort kam sie auf den siebten Platz.